# Баранець пунанський
Баранець пунанський (Gallinago andina) — вид сивкоподібних птахів родини баранцевих (Scolopacidae).

## Поширення
Поширений в Перу, Болівії, північній Аргентині та Чилі, а також на південній частині Еквадору. Його природними середовищами існування є заболочені території та гірські рівнини.

## Опис
Довжина тіла становить від 22,5 до 25 см і вага — від 65 до 105 г. Статі однакові. Їхня верхня частина має складний малюнок з білуватого, вохристого, рудого, чорного та коричневого кольорів. Під час польоту видно білі задні краї крил. Груди та боки жовто-коричневі з чорними плямами, а решта нижньої частини біла. Їхнє біле обличчя має товсту коричневу смугу через око.